# 阿勒泰鱥
阿勒泰鱥（学名：Phoxinus ujmonensis）為輻鰭魚綱鯉形目雅羅魚科鱥屬的魚類，分布於亞洲中國、蒙古、哈薩克及俄羅斯遠東地區淡水流域，體長可達11.6公分，生活習性不明。